# The Empty Planet
The Empty Planet (La planète vide) est le quatrième épisode de la quatrième saison de la  série britannique de science-fiction The Sarah Jane Adventures. À ce jour, la série n'a jamais été diffusée en France.

## Synopsis
Un matin, la Terre est vidée de ses habitants. Clyde et Rani, dans Londres déserté, essaient de comprendre la raison de cette disparition et de trouver comment ramener la population terrestre.

### Première partie
Après avoir détecté une source d'énergie extra-terrestre, Clyde et Rani vont se coucher tandis que Mr Smith essaie d'en trouver l'origine. Le lendemain matin, Rani découvre que ses parents ont disparu, de même que Sarah Jane et tous les autres habitants de Bannerman Road; Clyde et Rani sont les seuls qui restent.
En explorant Londres, Clyde et Rani font la rencontre de Gavin, un adolescent qui a lui aussi été laissé sur Terre, mais celui-ci s'enfuit quand ils essaient de lui demander s'il a rencontré des extra-terrestres. Lancés à la recherche de Gavin, ils sont confrontés à deux grands robots, l'un jaune et l'autre rouge.

### Seconde partie
Clyde et Rani parviennent à échapper de justesse aux robots.
Retrouvant Gavin dans un café, Clyde finit par comprendre que Rani et lui n'ont pas quitté la Terre après la disparition de tous les autres parce qu'ils ont été condamnés à rester sur Terre par les Judoons. Mais cela n'explique pas la présence de Gavin. Lorsque Gavin s'enfuit à nouveau, Rani et Clyde se retrouvent face aux robots, qui expliquent qu'ils veulent le 'fils et héritier' (un quiproquo fait que Clyde comprend au départ qu'ils veulent le soleil et l'air de la Terre) ; le père de Gavin - qui selon lui a quitté sa mère lorsqu'il était bébé - était en fait un prince extra-terrestre, et après la mort récente de son père Gavin est le seul héritier légitime du trône.
Lancés à la recherche de Gavin, Clyde et Rani lui expliquent la situation et le convainquent d'ôter un anneau que son père avait donne à sa mère afin qu'il le porte; l'anneau était en fait un dissimulateur biologique qui a empêché quiconque de détecter son ascendance extra-terrestre. Une fois l'anneau enlevé, les robots peuvent le reconnaître et il accepte de les suivre jusqu'au monde de son père, sa dernière action sur Terre étant de faire de Clyde et Rani des Seigneurs de son peuple.
Une fois sa population revenue sur Terre - elle avait été stockée dans une boucle dimensionnelle tandis que les robots menaient leur enquête - Sarah Jane et Mr Smith créent les fichiers nécessaires pour faire croire que Gavin a émigré en Australie, et Sarah Jane félicite Clyde et Rani pour ce qu'ils ont fait alors qu'ils étaient seuls.

## Distribution
- Elisabeth Sladen : Sarah Jane Smith
- Daniel Anthony : Clyde Langer
- Anjli Mohindra : Rani Chandra
- Ace Bhatti : Haresh Chandra
- Alexander Armstrong : Mr Smith
- Jocelyn Jee Esien : Carla Langer
- Joe Mason : Gavin
- Paul Kasey : Robot rouge
- Ruari Mears : Robot jaune
- Jon Glover : Voix des robots

## Continuité
- Clyde et Rani ne peuvent partir de la terre à cause de la restriction que leur ont imposée les Judoon à la fin de l'épisode Prisoner of the Judoon. Ce qui n'a pas empêché Clyde de brièvement voyager d'une planète à l'autre lors de l'épisode Death of the Doctor.
- En outre, ils reparlent de leurs voyages à travers le temps (The Temptation of Sarah Jane Smith) et dans le TARDIS (The Wedding of Sarah Jane Smith et Death of the Doctor).
- Clyde justifie son autorité par le fait qu'il connaisse Sarah Jane depuis plus longtemps que Rani.

## Production
Comme dans The Mark of the Berserker, on ne voit Sarah Jane que brièvement. Luke Smith et K-9 étant partis à Oxford, Rani et Clyde sont les personnages principaux, l'un d'eux ou les deux apparaissant dans chaque scène.